# Waikiki Wedding
Waikiki Wedding ist eine US-amerikanische Musicalkomödie aus dem Jahr 1937. Regie führte Frank Tuttle. Der Titel bezieht sich auf Waikīkī, einen Stadtteil von Honolulu.

## Handlung
Tony Marvin ist Werbefachmann und arbeitet für eine Ananas-Firma in Hawaii. Die Firma veranstaltet einen Schönheitswettbewerb und dessen Siegerin Georgia muss von Tony betreut werden. Er zeigt Georgia und ihrer vorlauten Freundin Myrtle die Insel Oʻahu. Zu Tonys großem Kummer findet Georgia Hawaii aber langweilig und möchte zurück aufs Festland fliegen. Dieses Vorhaben unterbindet der Werbefachmann mit teils drastischen, teils romantischen Einfällen.

## Hintergrund
Der Film löste einen Hawaii-Boom auf dem amerikanischen Festland aus. Obwohl Waikiki Wedding zum größten Teil in den Studios der Paramount Pictures in Los Angeles gedreht wurden und nur einige wenige Aufnahmen von Oʻahu im Endschnitt zu sehen waren, richteten die Amerikaner ihr Augenmerk Ende der 1930er Jahre verstärkt auf Hawaii. Das Lied Sweet Leilani wurde Bing Crosbys erste Veröffentlichung, von der mehr als eine Million Kopien verkauft wurden. Ein weiteres, von Bing Crosby gesungenes Lied aus dem Soundtrack, Blue Hawaii, wurde 1961 in der Interpretation von Elvis Presley im gleichnamigen Film ein Hit.
Für die später mehrfach mit dem Oscar ausgezeichnete Kostümbildnerin Edith Head war Waikiki Wedding einer der ersten Filme, ebenso wie für den Schauspieler Anthony Quinn, der hier in einer Nebenrolle den Hawaiier Kimo spielt.

## Auszeichnungen
Das Lied Sweet Leilani von Harry Owens, gesungen im Film von Bing Crosby, wurde bei der Oscarverleihung 1938 als „Bester Song“ ausgezeichnet. Außerdem war der Choreograf LeRoy Prinz für die „Beste Tanzregie“ nominiert, der Preis ging aber an Ein Fräulein in Nöten.